# Аллея Пролетарского Входа
Алле́я Пролета́рского Вхо́да — аллея, расположенная в Восточном административном округе города Москвы на территории района Измайлово.

## История
Аллея получила своё название, возможно, по расположенным вблизи начала аллеи промышленным предприятиям. Дата присвоения названия неизвестна.

## Расположение
Аллея Пролетарского Входа проходит по территории Измайловского парка от шоссе Энтузиастов на северо-восток (этот участок аллеи в настоящее время пересекается новой трассой Электродного проезда), поворачивает на север с небольшим отклонением на северо-запад, поворачивает на северо-запад, затем на север, после чего к аллее с востока примыкает Елагинский проспект, аллея проходит далее до аллеи Большого Круга. Нумерация домов начинается от шоссе Энтузиастов.

## Примечательные здания и сооружения
По нечётной стороне:
По чётной стороне:

## Транспорт

### Наземный транспорт
По аллее Пролетарского Входа маршруты наземного общественного транспорта не проходят. У южного конца аллеи, на шоссе Энтузиастов, расположены остановки «Метро „Шоссе Энтузиастов“» автобусов 36, 46, 83, 125, 141, 214, 254, 469, 659, 702, н4, т30, т53, трамваев 36, 37, 38, 43.

### Метро
- Станция метро «Шоссе Энтузиастов» Калининской линии — у южного конца аллеи, на шоссе Энтузиастов

### Железнодорожный транспорт
- Станция МЦК «Шоссе Энтузиастов» — у южного конца аллеи, на шоссе Энтузиастов
- Станция МЦК «Соколиная Гора» — у южного конца аллеи, на шоссе Энтузиастов